# Gillis Johannis le Fèvre de Montigny (1765-1821)
Gillis Johannis le Fèvre de Montigny (Gemonde, 10 september 1765 - Maassluis, 19 mei 1821) was een Nederlandse militair. Hij was als ingenieur belast met het ontwerpen van verdedigingswerken en als cartograaf belast met het maken van militaire landkaarten.

## Leven en werk
Le Fèvre de Montigny werd in 1765 in Gemonde geboren als zoon van de kapitein-ingenieur en latere luitenant-kolonel en directeur van de Nederrijn- en IJssellinie Johannes Nicolaes le Fèvre (de Montigny) en van Maria de Bruyn. Evenals zijn vader maakte hij carrière in het leger. Hij werd op 18 september 1776 cadet bij het Regiment Oranje-Gelderland. Hij diende bij de genie en ontwierp verdedigingswerken in diverse delen van het land. Van 1795 tot 1800 was hij als kapitein-ingenieur adjudant van de directeur-generaal van de genie H. van Hooff en vanaf 1800 was hij adjudant van de raadpensionaris Rutger Jan Schimmelpenninck. In 1803 ontwierp hij de vestingwerken bij Den Helder.
In 1803 weigerde ingenieur Jan Blanken op zijn bevel een inspectiereis te maken. Het voorval leidde tot het ontslag van Blanken uit het leger, die vervolgens carrière zou maken bij wat later rijkswaterstaat zou heten. In 1811 werd Le Fèvre de Montigny aangewezen als 1e administrateur van het Cadaster. Daarvoor was hij al in 1806 examinator van landmeters die bij de voorloper van het kadaster, de verponding, aangesteld wilden worden. In 1814 werd hij bevorderd tot luitenant-kolonel ingenieur bij de genie.
Le Fèvre de Montigny trouwde op 11 november 1807 te Zwartewaal met (H)Elena (Lena) van der Slui(j)s. Hij overleed in mei 1821 op 55-jarige leeftijd. Zijn gelijknamige achter-achterkleinzoon Gillis Johannis was in de tweede helft van de 20e eeuw bevelhebber van de Nederlandse landstrijdkrachten en chef-Defensiestaf.
- Biografisch Portaal: 62951201
- Digitale Bibliotheek voor de Nederlandse Letteren: fevr002
- International Standard Name Identifier: 0000 0003 8930 3544
- Nederlandse Thesaurus van Auteursnamen: 122133218

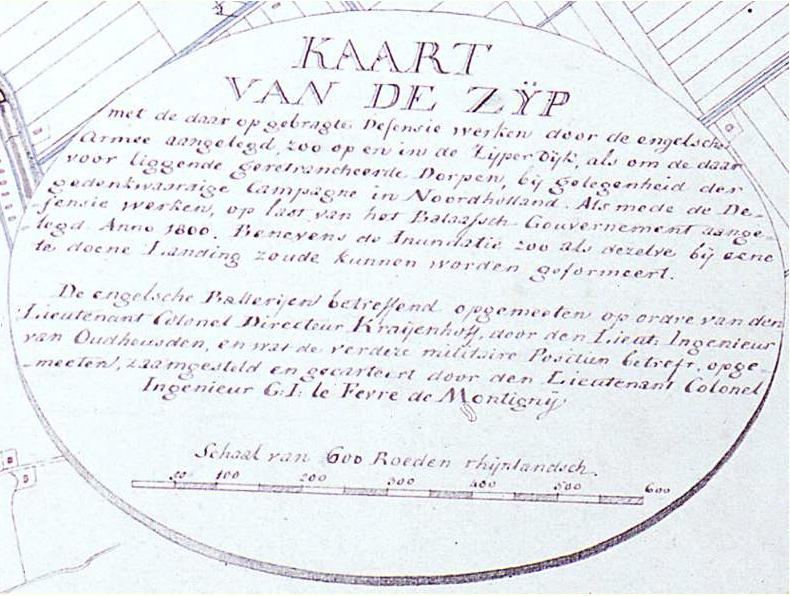
Titelcartouche van de door Le Fèvre de Montigny in 1800 gemaakte kaart van de Zijpe

- RKD-Nederlands Instituut voor Kunstgeschiedenis: 96065
- Virtual International Authority File: 282673084
- WorldCat: E39PBJpPxJtj99pKc63G6g7bVC